# WTA Challenger de Barranquilla
O WTA Challenger de Barranquilla – ou Barranquilla Open, atualmente – é um torneio de tênis profissional feminino, de categoria WTA 125.
Realizado em Barranquilla, no norte da Colômbia, estreou em 2023. Os jogos são disputados em quadras de duras durante o mês de agosto. Anteriormente, fazia parte do circuito da ITF.

## Finais

### Simples
| Ano  | Campeã          | Vice-campeã   | Resultado     |
| ---- | --------------- | ------------- | ------------- |
| 2024 | Nadia Podoroska | Tatjana Maria | 6–2, 1–6, 6–3 |
| 2023 | Tatjana Maria   | Fiona Ferro   | 6–1, 6–2      |

### Duplas
| Ano  | Campeãs                                        | Vice-campeãs                                | Resultado         |
| ---- | ---------------------------------------------- | ------------------------------------------- | ----------------- |
| 2024 | Jessica Failla Hiroko Kuwata                   | Quinn Gleason Ingrid Martins                | 4–6, 7–62, [10–7] |
| 2023 | Valentini Grammatikopoulou Despina Papamichail | Yuliana Lizarazo María Paulina Pérez García | 7–62, 7–5         |